# Borislav Cvetković
Borislav „Boro” Cvetković (szerbül: Бopиcлaв "Бopo" Цвeткoвић; Károlyváros, Jugoszlávia, 1962. szeptember 30. –) horvátországi szerb labdarúgócsatár, edző. Bátyja a szintén labdarúgó és edző Zvjezdan Cvetković.

## Pályafutása

### Klubcsapatban
1980 és 1986 között a Dinamo Zagreb, 1986 és 1988 között a FK Crvena zvezda labdarúgója volt. A Dinamóval egy-egy bajnoki és jugoszlávkupa-győzelmet szerzett. A Crvena csapatával jugoszlávkupa-győztes volt. 1988-ban Olaszországba szerződött.
1988 és 1991 között az Ascoli, 1992–93-ban a Maceratese, 1993–94-ben a Casertana játékosa volt. Az 1994–95-ös idényben hazatért és a Borac Čačak játékosaként fejezte be az aktív labdarúgást.

### A válogatottban
1983 és 1988 között 11 alkalommal szerepelt a jugoszláv válogatottban és egy gólt szerzett. Részt az 1984-es franciaországi Európa-bajnokságon. Tagja volt az 1984-es Los Angeles-i olimpián bronzérmet szerző csapatnak.

### Edzőként
Az Obilić csapatánál kezdte edzői pályafutását. 2005–06-ban a Crvena zvezdánál segédedző volt. 2009-től a Sopot csapatánál vezetőedzőként tevékenykedeik.

## Sikerei, díjai
Jugoszlávia
- Olimpiai játékok
  - bronzérmes: 1984, Los Angeles

 Dinamo Zagreb
- Jugoszláv bajnokság
  - bajnok: 1981–82
- Jugoszláv kupa
  - győztes: 1983

 Crvena zvezda
- Jugoszláv bajnokság
  - bajnok: 1987–88